# Pühajõe
Pühajõe este o arie protejată (arie specială de conservare — SAC, sit de importanță comunitară — SCI) din Estonia întinsă pe o suprafață de 5,8 ha, integral pe uscat.

## Localizare
Centrul sitului Pühajõe este situat la coordonatele 59°24′56″N 27°31′52″E / 59.4155°N 27.5311°E.

## Înființare
Situl Pühajõe a fost declarat sit de importanță comunitară în aprilie 2004 pentru a proteja 2 specii de animale. Situl a fost protejat și ca arie specială de conservare în iulie 2010.

## Biodiversitate
Situată în ecoregiunea boreală, aria protejată conține 1 habitat natural: Cursuri de apă de la nivel de câmpie la nivel montan, cu vegetație Ranunculion fluitantis și Callitricho-Batrachion.
La baza desemnării sitului se află mai multe specii protejate:
- mamifere (1): liliac de iaz (Myotis dasycneme)
- pești (1): Lampetra fluviatilis

Pe lângă speciile protejate, pe teritoriul sitului au mai fost identificate 1 specie de mamifere.